# هاینکل هائی ۱۶۲
هاینکل هائی ۱۶۲ (به آلمانی: Heinkel He 162) یک هواگرد جنگنده تک‌موتوره جت شرکت هاینکل در آلمان بود که اواخر جنگ جهانی دوم در لوفت‌وافه خدمت کرد. این هواگرد با لقب‌های سالاماندِر و فولکس‌ییگر (شکاریِ مردم) شناخته می‌شود.

## طراحی و استفاده
در جریان جنگ جهانی دوم رایش سوم تا پاییز سال ۱۹۴۴ در محاصره دشمنان خود بود و متحمل خسارات زیادی در اثر بمباران‌های متفقین می‌شد. بدین جهت با تصمیم‌گیری در سطوح بالای سیاسی و صنعتی قرار بر تولید یک «شکاری مردم» (Volksjäger) شد. این هواگرد می‌بایست کوچک (حداکثر وزن بارگذاری‌شده ۲٬۰۰۰ کیلوگرم)، ساده، با پیشرانش جت، حامل یک یا دو توپ خودکار ۳۰ میلی‌متری، با نگهداری آسان و نیازمند حداقل نیروی کار ماهر و مواد اولیه کمیاب می‌بود. برخی از جمله سرتیپ آدولف گالانت، ژنرال نیروی شکاری، این طرح را غیر واقع بینانه و نادرست می‌دیدند و بر متمرکز همه‌جانبه بر ام‌ئی ۲۶۲ تاکید داشتند. با این حال، مشخصات روز ۸ سپتامبر سال ۱۹۴۴ اعلام و مطالعه شرکت‌های پیش‌روی هواگردسازی روی آن بلافاصله  آغاز شد. تا روز ۱۵ سپتامبر شرکت‌های بلوم اوت فوس و هاینکل به ترتیب طرح هواگردهای په. ۲۱۱ و په. ۱۰۷۳ را ارائه کردند. نمونه بلوم اونت فوس عملکرد بهتری داشت اما با تایید نهایی روز ۳۰ سپتامبر فرماندهی عالی لوفت‌وافه، کار بر هر دو طرح ادامه یافت.
بر برنامه هاینکل جهت تولید هواگرد جدید عنوان زالاماندِر (سمندر) نهاده شد. هاینکل خود په. ۱۰۷۳ را اشپاتْس (گنجشک) نامید. در ابتدا پیشنهاد شد نام رسمی هائی ۵۰۰ بر هواگرد گذاشته شود اما برای سردرگم کردن اطلاعات دشمن، شماره تعلق‌گرفته به پروژه متوقف‌شده هواگرد مسرشمیت یَگُوار، دوباره تکرار شد و جنگنده جدید هائی ۱۶۲ نام گرفت. کار طراحی تا نخستین پرواز در روز ۶ دسامبر سال ۱۹۴۴، تنها ۱۰ هفته به طول انجامید. هائی ۱۶۲ ساختاری تمام‌چوبی داشت و انتظار می‌رفت صنعت آلمان بتواند ماهانه حدود ۲٬۰۰۰ فروند از این هواگرد رهگیر توربوجت تولید کند. با وجود منهدم شدن نخستین پیش‌نمونه در اثر یک حادثه، سی پیش‌نمونه دیگر و متعاقبا ۲۷۵ مدل تولیدی هائی ۱۶۲آ-۱ و ۲ تولید شد. پس از انجام آزمایش‌های پرواز در رشلین، هواگرد به گروه ۱ جناح ۱ شکاری در لِک در شلسویگ-هولشتاین تحویل گردید. با این حال این یگان پیش از پایان جنگ عملیاتی نشد. برخورد اندکی بین هواگردهای هائی ۱۶۲ و هواگردهای متفقین به وقوع پیوست.

## مشخصات فنی
هائی ۱۶۲:
مشخصات عمومی
- خدمه: ۱ نفر
- طول: ۹٫۰۵ متر
- طول بال: ۷٫۲ متر
- ارتفاع: ۲٫۶ متر
- وزن بارگذاری‌شده: ۲٬۶۰۵ کیلوگرم
- نیرومحرکه: ۱ × موتور توربوجت ب‌ام‌و ۱۰۹-۰۰۳ایی

عملکرد
- حداکثر سرعت: ۹۰۵ کیلومتر بر ساعت
- سقف پرواز: ۱۲٬۰۰۰ متر
- برد: ۹۷۵ کیلومتر

تسلیحات
- ۲ × توپ خودکار ۲۰ میلی‌متری در جلو زیر بدنه